# Pehr Wargentin

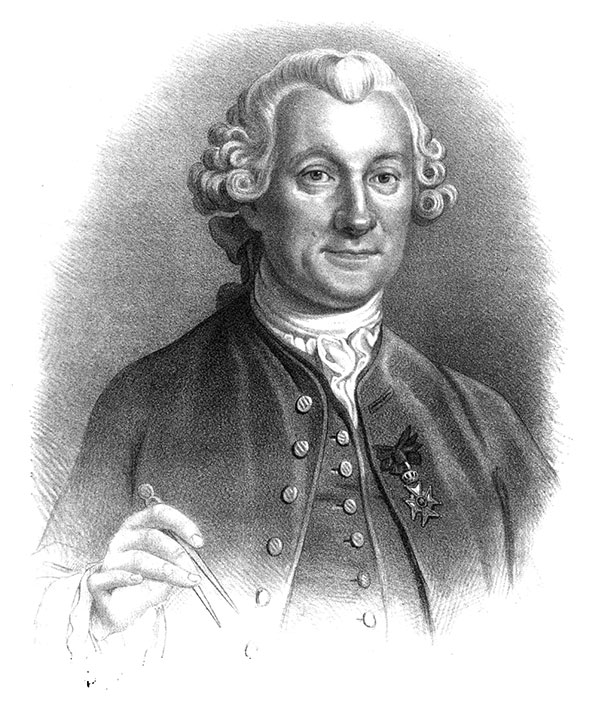
Pehr Wilhelm Wargentin.
Litografi av Otto Wallgren efter ett porträtt av Carl Fredrich Brander.

Pehr Wilhelm Wargentin, född 11 septemberg.s. / 22 septembern.s. 1717 i Sunne prästgård i Jämtland, död 13 december 1783 i Stockholm, var en svensk astronom och statistiker. Han räknas tillsammans med Johannes Rudbeckius och Pehr Elvius som en av den svenska folkbokföringens fäder, och som fader till den svenska befolkningsstatistiken.

## Biografi
Wargentin var son till kyrkoherden Vilhelm Wargentin, som var av tysk börd och född i Åbo, och Kristina Arosell, och han skrev själv om sin släktbakgrund i en artikel som sedermera publicerats i Personhistorisk tidskrift (1904). Faderns släkt var ursprungligen borgare, medan mormoderns släkt var bergmästare vid Sala silvergruva och morfadern var av samma släkt som Johan Stiernhöök. Fadern, som hade flyttat över från Finland under stora ofreden, var en lärd man och hade varit uppförd på förslag till professuren i fysik vid Dorpats universitet.
Wargentin genomgick Frösö trivialskola och Härnösands gymnasium samt blev student vid Uppsala universitet 1735. Vid universitetet började han studera till präst, men beslöt snart att ägna sig åt sina intressen för matematiska och astronomiska studier, och ansågs som en av Samuel Klingenstiernas och Anders Celsius bästa elever när han promoverades till
filosofie magister 1743. Han hade då både inom och utom landet väckt stor uppmärksamhet genom sin gradualdissertation De satellitibus Jovis (1741), där han med noggrannhet och skarpsinnighet bestämt banorna för  Jupiters Galileiska månar. Wargentin arbetade ända till sin död på förbättrandet av dessa tabeller och offentliggjorde dessa ändringar bland annat i flera utländska arbeten. Efter en ny avhandling De incrementis quæ cepit astronomia ab ineunte hoc sæculo 1746, förordnades han till astronomie docent och befordrades 1748 till adjunkt i filosofiska fakulteten. 
Vid Pehr Elvius död följande år kallades han av Vetenskapsakademien i Stockholm till sekreterare och innehade sedan denna befattning i 34 år, under vilka han utgav alla de årens almanackor, skrev akademins historiska, astronomiska och fysiska uppsatser, skötte observationerna på Stockholmsobservatoriet, och sysselsatte sig med avancerad forskning i sin vetenskap. Innan han ännu erhållit den filosofiska graden hade han blivit kallad till ledamot av
Vetenskapssocieteten i Uppsala, blev sedan korresponderande medlem av Franska vetenskapsakademin samt ledamot av Svenska Vetenskapsakademien och Bibelkommissionen, mm.
Kunskapsrik, samvetsgrann och outtröttlig som vetenskapsman bidrog Wargentin på många sätt till att ge ett ökat anseende åt svensk forskning och den vetenskapsakademi vars mångåriga sekreterare han var. Genom egna arbeten – Vetenskapsakademiens Handlingar innehåller inte mindre än 60 uppsatser av honom, bland annat om merkuriuspassager, magnetnålens missvisning, norrskenet, klimatet och väderleken – samt genom noggrann prövning av insända avhandlingar skänkte han akademiens meddelanden ett inre värde som motsvarades av den ökade uppmärksamhet de fick i och utom landet. 
Som en av de drivande bakom inrättandet av Tabellverket 1748, föregångaren till Statistiska Centralbyrån, var Wargentin verksam inom den svenska befolkningsstatistiken och konstruerade även särskilda mortalitets- och medellivslängdstabeller för Sverige. Genom vetenskapsälskande mecenaters bidrag gav han också akademien en tillökning i sina fonder som behövdes för att betala kostnaderna för dess ökade verksamhet.
Wargentin var den främsta drivande kraften bakom byggandet av Stockholms gamla observatorium.
Wargentin avled den 13 december 1783. Han utvecklade en förkylning i maj månad samma år som aldrig riktigt släppte taget och plågade honom ända till hans död. Hans dotter Christina noterar i sin dagbok att Wargentin hade en "svår törst" och kunde inte behålla nere sin mat, vilket gjorde honom utmattad. Wargentin blir dock aldrig sängliggande utan arbetar med sina astronomiska observationer ända till dagen före sin död. På kvällen den 12 december blev han plötsligt matt och förblev sängliggande till sin död dagen efter. En obduktion gjordes, men enligt Christina kunde man inte fastställa dödsorsaken. Hon skrev att det "förmodligen var sjukdomen vattusot i bröstet". Efter en ceremoni i Adolf Fredriks kyrka lades Wargentin till vila i familjegraven vid Jakobs kyrka.

## Familj
Wargentin gifte sig 1756 med Kristina Magdalena Raab (1724-1769) och de fick fyra döttrar och två söner. En dotter och de två sönerna avled i späd ålder. 
- Christina Juliana (1757-1825) ogift. Började skriva dagbok när hon var 14 år och fortsatte skriva fram till sin död. Dagböckerna finns bevarade.
- Johanna Charlotta (1760-1819). Gift 1776 med Erik Bredberg och mor till Erik Wilhelm Bredberg.
- Wilhelmina (1762-1799)

## Eftermäle
Jämtlands Gymnasium Wargentin i Östersund (, Wargentinsgatan i Stockholm, Wargentinhuset på Campus Solna och nedslagskratern Wargentin på månen är uppkallade efter honom.
En sten restes till minne av Wargentin i Sunne midsommardagen 21 juni 1958.